# Adejeania palpalis
Adejeania palpalis là một loài ruồi trong họ Tachinidae.